# Manoir Saint-Hippolyte
Le manoir de Saint-Hippolyte, anciennement manoir de Pont-Mauvoisin, est une demeure, de la fin du XVe siècle ou du début du XVIe, qui se dresse sur le territoire de la commune française de Saint-Martin-de-la-Lieue dans le département du Calvados, en région Normandie. L'édifice est partiellement inscrit au titre des monuments historiques.

## Localisation
Le manoir est situé sur le territoire de la commune de Saint-Martin-de-la-Lieue, dans l'Est du département du Calvados, au sein de la région naturelle du pays d'Auge. Il est bâti sur la rive gauche et au bord de la Touques. L'accès s'effectue par le chemin Saint-Hippolyte. Il est bien visible à l'ouest de la route départementale 579, à mi-chemin du bourg du village et de la rocade contournant Lisieux (départementale 613).

## Historique
Le véritable nom d’origine de l'édifice était le manoir de Pont-Mauvoisin[réf. nécessaire].

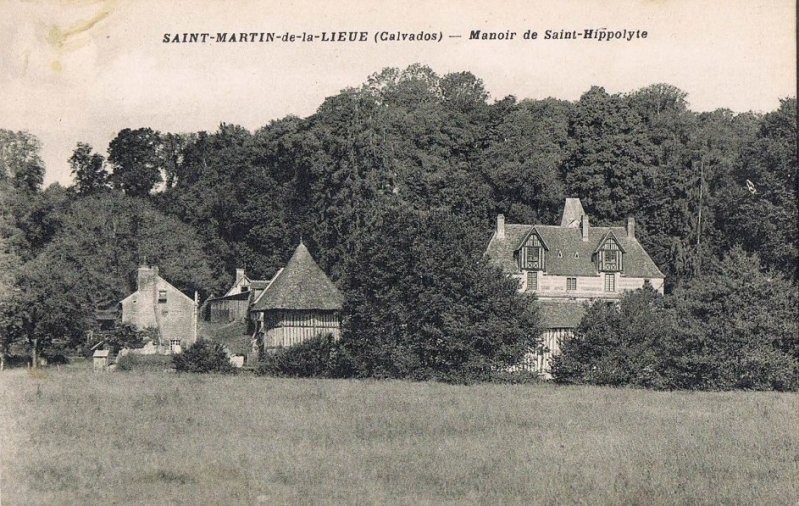
Le manoir Saint-Hippolyte sur une carte postale de la fin du XIXe siècle ou du début du XXe siècle.

Bâtie à la fin du XVe siècle ou au début du XVIe,, la première propriétaire des lieux, Geneviève Pillois de Montigny, apporte en 1534 la propriété à la famille de Tournebu à la suite de son mariage avec Jacques de Tournebu, seigneur de Livet-le-Beaudouin,. Au début du XIXe siècle, au décès de la dernière représentante des Tournebu-Livet, le domaine deviendra la propriété de la famille de Foucault.

## Description
De plan rectangulaire, le corps de logis présente un rez-de-chaussée tout en pierre de taille tandis que l'étage est fait d'alternances de lits de pierre calcaire et de briques Saint-Jean.
La façade avant se distingue par ses fenêtres ornées de moulures typiques de la Renaissance et qui conservent les traces de leurs anciennes croisées de pierre. Quant à la porte d’entrée, elle est surmontée d'un linteau en accolade, créant ainsi un ensemble harmonieux avec les fenêtres. Aux extrémités du logis, aussi bien au rez-de-chaussée qu'à l’étage, les fenêtres, également moulurées, sont plus étroites et protégées par des grilles.
À l'arrière du logis, face au coteau, se dresse une tour d'escalier de plan carré, construite en pierre et en colombages. Sa toiture en ardoise est visible par-dessus la couverture de tuiles du corps de logis. La position de cette tour n'est pas centrale : en effet, elle est légèrement déportée vers le nord, se plaçant ainsi exactement dans l’axe de la porte d’entrée. Deux petites tourelles, carrées elles aussi, et essentées d’ardoises et de tuiles, agrémente les angles.
L'ensemble est surmonté d'un imposant toit à quatre versants duquel émergent deux grandes lucarnes en pans de bois, légèrement postérieur à l'édification du corps de logis. Celles-ci sont ornées de colombages blasonnés aux poinçons frappés de la salamandre, caractéristique de la Renaissance.
Quant à l'intérieur du manoir, il se distingue essentiellement par la présence de deux importantes cheminées (une située dans la cuisine, l'autre dans la salle) et de pavés émaillés du Pré-d'Auge.
Le domaine du manoir est remarquable par :
- son ensemble important de dépendances à pans de bois dans lequel se distingue en particulier le colombier octogonal. Datant du XVe siècle ou du XVIe, celui-ci présente un hourdis fait de briques plates inclinées ;
- un hêtre, classé arbre remarquable[4].

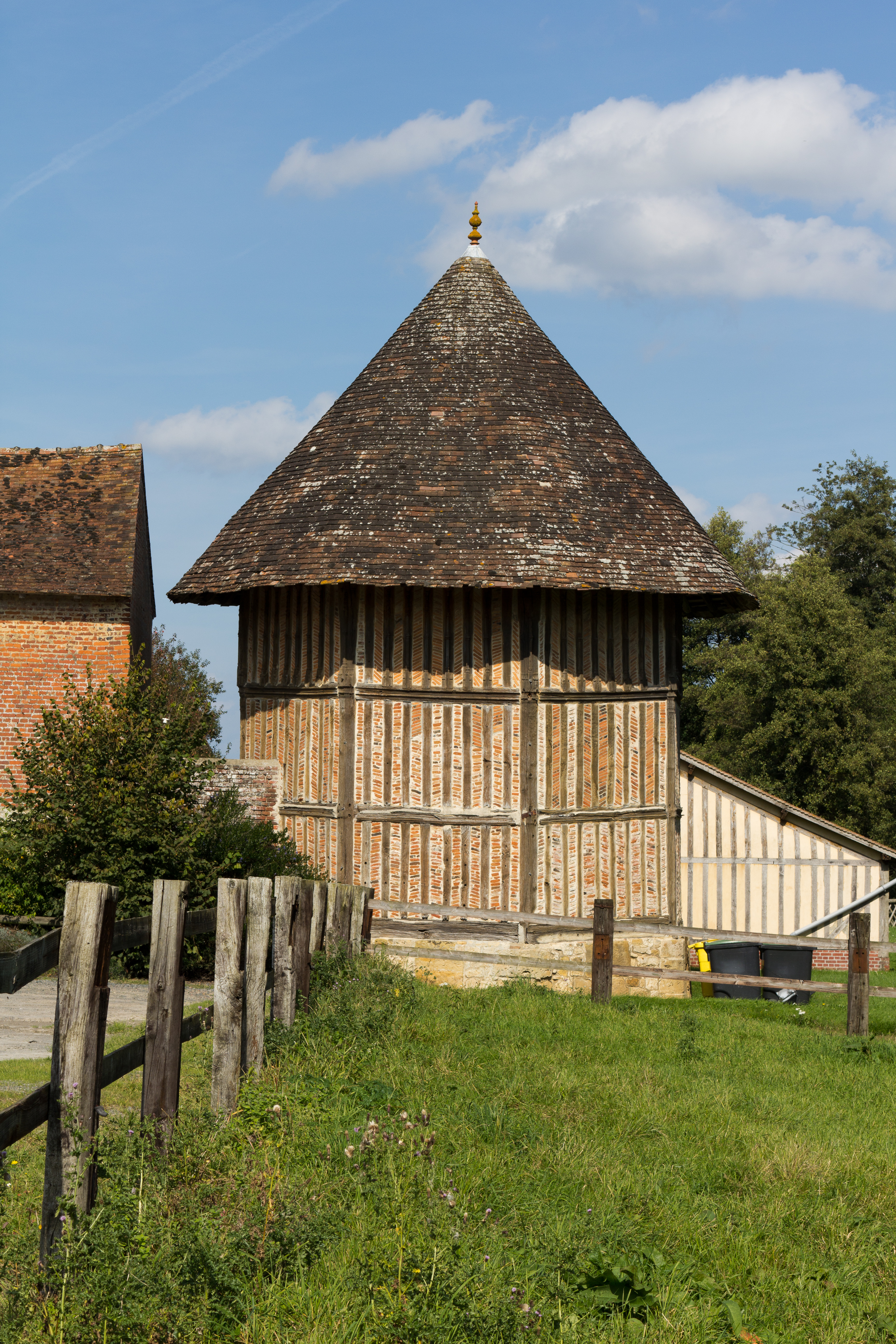
Le colombier.
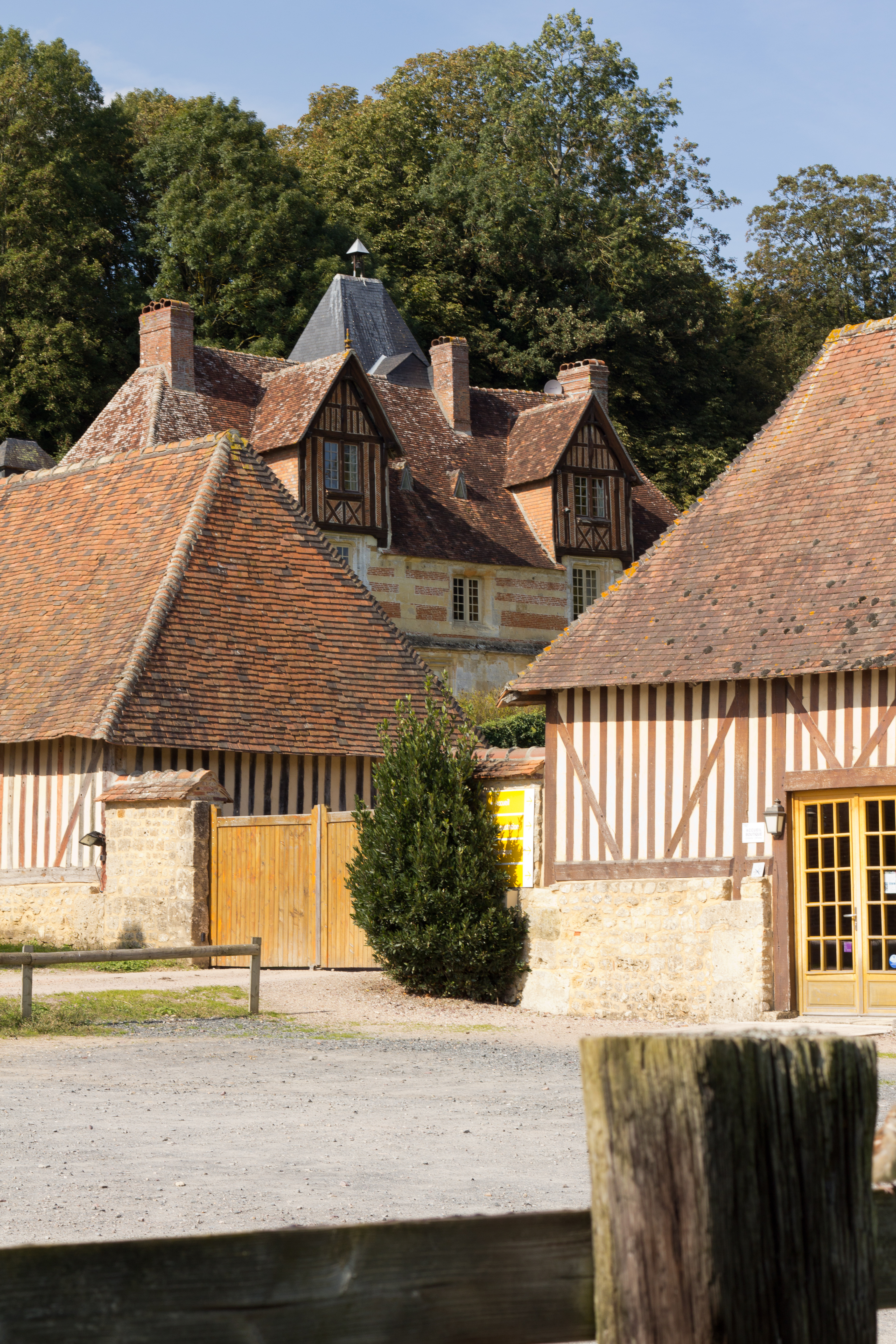
Une vue de la façade avant du manoir et de quelques dépendances.
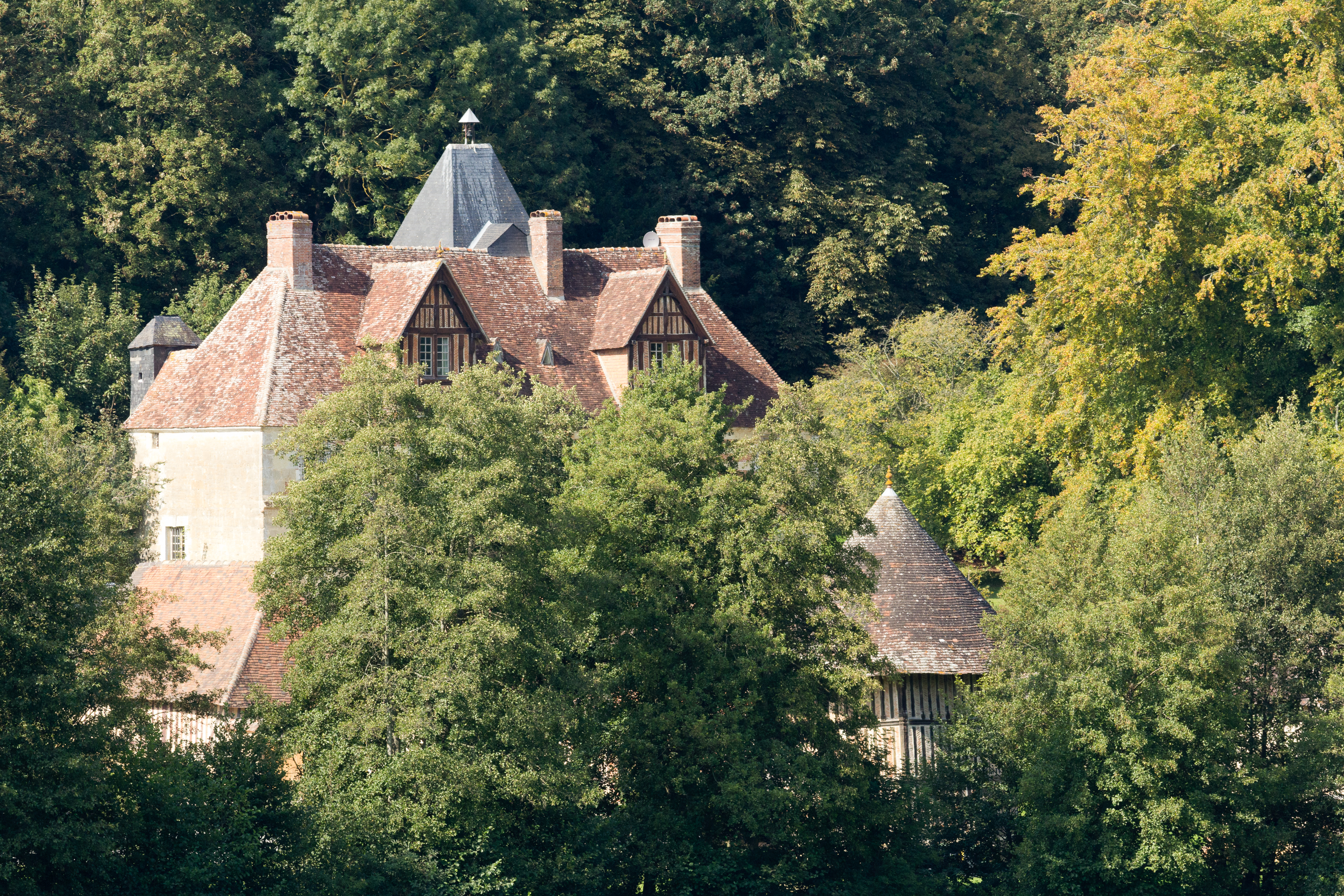
Une vue sur les toitures du manoir.

## Protection
Les façades et les toitures du manoir sont inscrites au titre des monuments historiques par arrêté du 29 octobre 1971.